# كريستيان دومون
كريستيان دومون (بالفرنسية: Christian Dumont)‏ هو متسابق بياثل فرنسي، ولد في 19 مارس 1963 في فوراتير وميزون نوفو ‏ في فرنسا.

## وصلات خارجية
- كريستيان دومون على موقع IBU (الإنجليزية)
- كريستيان دومون على موقع اللجنة الأولمبية الدولية (الإنجليزية)
- كريستيان دومون على موقع أوليمبيديا (الإنجليزية)